# 中央大学バスケットボール部
中央大学バスケットボール部（ちゅうおうだいがくバスケットボールぶ）は、関東大学バスケットボール連盟に所属する中央大学の男子バスケットボールチームである。

## 歴史
1924年に創部。
全日本大学バスケットボール選手権大会では1967年、1979年、1988年の3回優勝を記録。
その後2部落ちとなるが、2008年に1部復帰を決めた。
2024年には全日本大学バスケットボール新人戦（新人インカレ）で初優勝を果たした。

## 主な歴代所属選手
- 谷口正朋
- 宗田研二
- 斎藤文夫
- 結城昭二
- 青木幹典
- 後藤敏博
- 佐古賢一
- 田名部淳一
- 五十嵐圭
- 石田晃章
- 柏木真介
- 節政貴弘
- 伊藤俊亮
- 小野元
- 小野竜智
- 椎名雄大
- 村上大
- 小野龍猛
- 谷口光貴